# WCW World Heavyweight Championship
World Championship Wrestling (WCW) World Heavyweight Championship było tytułem mistrzowskim profesjonalnego wrestlingu promowanym przez federację World Championship Wrestling (WCW) i World Wrestling Federation (WWF). Tytuł był w posiadaniu WCW od 1991 do 2001 roku. Po kupnie całego majątku WCW przez World Wrestling Federation Entertainment, Inc. w marcu 2001, został on jednym z dwóch światowych tytułów w WWF, gdzie nazwa została zmieniona na WCW Championship i finalnie na World Championship w listopadzie. Miesiąc później, tytuł wraz z WWF Championship zostały zunifikowane tworząc Undisputed WWF Championship. 2 września 2002, Big Gold Belt reprezentujący WCW World Heavyweight Championship, został przywrócony przez World Wrestling Entertainment (wcześniej znane jako WWF) w celu reprezentowania World Heavyweight Championship, bez żadnego akronimu w nazwie.

## Historia

### Formacja
W grudniu 1988, Turner Broadcasting zakupiło Jim Crockett Promotions, które promowało federację pod nazwą "NWA World Championship Wrestling". Podczas gdy promocja pozostawiła członków National Wrestling Alliance (NWA) w federacji, akronim "NWA" został wycofany z użytku w telewizji na rzecz nazwy "World Championship Wrestling" (w skrócie WCW). 11 stycznia 1991, Ric Flair pokonał Stinga zdobywając NWA World Heavyweight Championship i zostając pierwszym posiadaczem WCW World Heavyweight Championship. Nowego mistrzostwa nie reprezentował jeszcze żaden pas mistrzowski, zatem WCW kontynuowało używania pasu NWA WHC. Z tego powodu, WCW regularnie uważało żywot NWA World Championship jako część swojego mistrzostwa.

### Big Gold Belt

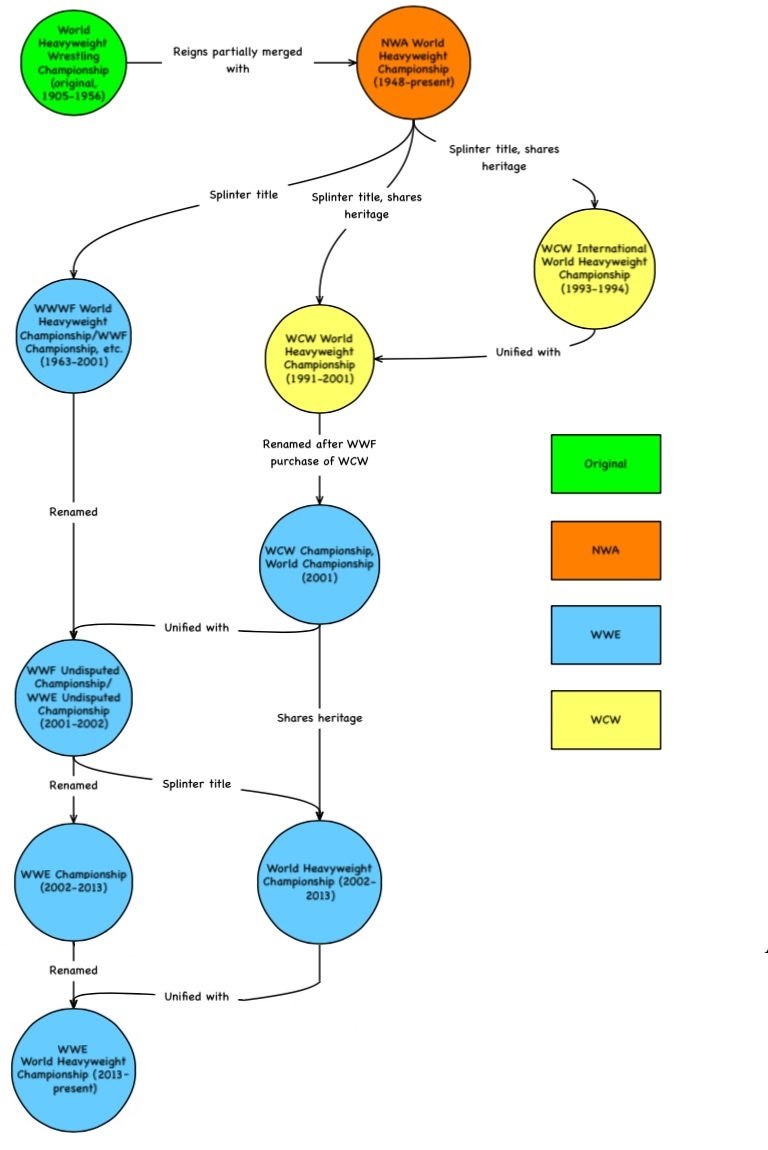
Diagram pokazujący ewolucję różnych światowych tytułów.

1 lipca 1991, problemy na zapleczu WCW z Wiceprezydentem Jimem Herdem spowodowały opuszczenie Flaira z owej federacji na rzecz World Wrestling Federation należącego do Vince'a McMahona. Kiedy Herd odmówił daniny 25 000 dolarów dla Flaira, ten postanowił zabrać "Big Gold Belt" reprezentujący NWA World Heavyweight Championship. WCW zostało zmuszone do używania własnego wyglądu pasa stworzonego przez Dusty'ego Rhodesa z zamkniętej promocji Championship Wrestling from Florida, na którym widniała namalowana na złoto główna blacha pasa z napisem "WCW World Heavyweight Champion". Pierwszym posiadaczem mistrzostwa z tym designem był Lex Luger, który pokonał Barry'ego Windhama w steel cage matchu o zwakowane mistrzostwo na Great American Bash 1991. Niedługo po tej walce, oryginalny pas mistrzowski WCW World Heavyweight Championship został utworzony.
Pod koniec 1991, Big Gold Belt został użyty dla przywróconego NWA World Heavyweight Championship, współ-promocyjnego gimmicku pomiędzy WCW i New Japan Pro Wrestling. We wrześniu 1993, WCW oddzieliło się od NWA, lecz członkowie NWA chcieli, aby NWA World Championship było możliwe do bookowania (pokazywania w TV), pomimo że programy WCW były nagrywane na zapas. Pod koniec 1993, Rick Rude pojawił się na "Disney Tapings" jako NWA World Heavyweight Champion, mimo że w storyline Flair, który powrócił do WCW i odzyskał tytuł NWA, był dalej mistrzem. Po opuszczeniu NWA, WCW było w posiadaniu Big Gold Belt i postanowiło, aby reprezentował on WCW International World Heavyweight Championship.

### Unifikacja
Na Starrcade '93, Flair zdobył WCW World Heavyweight Championship, pokonując Vadera. WCW zdecydowało na unifikację WCW World Heavyweight Championship (reprezentowanego przez nowy pas) i International Championship (reprezentowanego przez Big Gold Belt), poprzez walkę Flaira ze Stingiem w czerwcu 1994. Flair wygrał i Big Gold Belt zastąpił poprzedni pas WCW World Heavyweight Championship, podczas gdy samo International Heavyweight Championship zostało porzucone.
Podczas panowania Hollywood Hogana w latach 1996-97 jako mistrz, jako część storyline'u z New World Order, tytuł został wzbogacony w wielki napis nWo namalowany spray'em i nazywany przez członków nWo jako "nWo" World Heavyweight Championship.

### Nabycie przez WWF
W marcu 2001, World Wrestling Federation zakupiło cały majątek należący do World Championship Wrestling. Niedługo potem, w WWF odbył się storyline z "The Invasion" i cztery mistrzostwa WCW były bronione na galach WWF, w tym WCW World Heavyweight Championship, które było znane jako "WCW Championship". Innymi tytułami były United States Heavyweight Championship, Cruiserweight Championship oraz WCW Tag Team Championship.
Po zakończeniu "Invasion" na Survivor Series w 2001, nazwa tytułu została zmieniona na "World Championship". Miesiąc później, tytuł został zunifikowany z WWF Championship na Vengeance, gdzie Chris Jericho pokonał The Rocka i Stone Cold Steve'a Austina zdobywając kolejno World Championship i WWF Championship. W rezultacie, Chris Jericho jest uznawany jako ostatni World Champion i został pierwszym Undisputed WWF Championem (kontynuacja żywota WWF Championship).